# Anton Schrammen
Anton Schrammen (* 12. Juli 1869 in Rheinbach; † 6. April 1953 in Hildesheim) war ein deutscher Paläontologe und Zahnarzt in Hildesheim. Er war ein Experte für fossile Schwämme und Cephalopoden.
Schrammen studierte Zahnmedizin an der Schlesischen-Friedrich-Wilhelms-Universität Breslau. Seit 1889 gehörte er der Breslauer Burschenschaft Germania an. 1911 wurde er in Tübingen mit einer Arbeit über kreidezeitliche Schwämme promoviert (Ergebnisse meiner Bearbeitung der kretazischen Kieselspongien von Nordwestdeutschland). Er sammelte sie vor allem in Höver und beschrieb über 200 neue Arten. Schrammen stellte die Ordnung Lychniskida auf.
Er bearbeitete auch Ceratiten des deutschen Muschelkalks und stellte viele neue Gattungen auf, die von Leonard Spath übernommen und später von Rolf Wenger als Untergattungen eingestuft wurden. Neuere Tendenzen zielen auf eine weitere Reduktion (Max Urlichs, Siegfried Rein).
1912 wurde er im Gründungsjahr Mitglied der Paläontologischen Gesellschaft. Teile seiner Sammlung sind im Roemer-Museum in Hildesheim (in deren Veröffentlichungen er viel publizierte) und in Museen weltweit (American Museum of Natural History, Universität Göttingen).
Er war der ältere Bruder des Architekten Jakob Schrammen.

## Schriften
- Die Lösung des Ceratitenproblems. Zeitschrift der Deutschen Geologischen Gesellschaft. 80, 1928, S. 26–42.
- Beitrag zur Kenntnis der Nothosauriden des unteren Muschelkalks in Oberschlesien. Zeitschrift der Deutschen geologischen Gesellschaft, 51, 1899, S. 388–408, Tafel XXI–XXVI
- Die Kieselspongien der oberen Kreide von Nordwestdeutschland. I.Teil: Tetraxonia, Monaxonia und Silicea incert. sedis. II.Teil: Triaxonia (Hexactinellida). Palaeontographica Supplementband V, 1910/1912, S. 1–175; 176–385, III. Teil: Mit Beiträgen zur Stammesgeschichte. Monographien zur Geologie und Paläontologie, Serie I, Heft 2, Borntraeger 1924, S. 1–159
- Zur Revision der Juraspongien von Süddeutschland. Jahresberichte und Mitteilungen des Oberrheinischen Geologischen Vereins. 1924: 125-154.
- Ergebnisse einer neuen Bearbeitung der germanischen Ceratiten. Jb. Pr.Geol.L-A., 54, 1933, S. 422–438
- Porifera (Paläontologie). In: Handwörterbuch der Naturwissenschaften. 8, 1933, S. 44–50.
- Die Kieselspongien des oberen Jura von Süddeutschland. Palaeontographica, A 84, 1936, S. 149–194